# Брюссельська ратуша
Брюссе́льська ра́туша (фр. Hôtel de ville de Bruxelles, нід. Stadhuis van Brussel) — ратуша, розташована в історичному центрі столиці Бельгії міста Брюсселя на площі Гран-Плас, побудована в стилі брабантської готики.

## Історія
Найстарішу, ліву, частину ратуші почали будувати в 1402 році разом зі дзвіницею. Будівництво завершилося до 1420 року, і подальших прибудов до споруди не планувалося. Однак, посилення впливу гільдій ремісників та їхні намагання взяти активну участь в управлінні міськими справами призвело до того, що в 1444 році Карл Сміливий заклав перший камінь у праве крило ратуші. Відтак, до 1450 року ця частина будівлі була добудована, але вона виявилась коротшою за стару, і, таким чином, уся будівля є не симетричною відносно вежі. До 1455 року на місці старої дзвіниці була споруджена вежа заввишки 96 м, на вершині якої міститься 5-метрова статуя святого покровителя Брюсселя — архангела Михаїла, що поборює диявола. Оригінальна статуя простояла нагорі 541 рік, і нарешті 1996 року її замінили на репліку.
13 серпня 1695 року почався обстріл Брюсселя французькою армією, що тривав декілька днів. У результаті цього практично весь центр міста був зруйнований, але будівля ратуші вистояла, а на Гран-Плас частково вцілів так званий Хлібний дім (Будинок короля). Однак, через пожежу було знищено частину архівів і творів мистецтва. У 1706—11 роках до споруди були прибудовані два задніх крила в стилі класичного бароко.
У теперішній час Брюссельська ратуша доступна для екскурсій, зали будівлі прикрашені старовинними гобеленами і позолоченими дзеркалами. Споруда дотепер використовується як резиденція мера, хоча міська адміністрація розташована в іншому місці — на бульварі Анспаха.
У 1998 році ратуша Брюсселя у складі ансамблю Гран-Плас стала об'єктом Світової спадщини ЮНЕСКО в Бельгії.

## Архітектура
Монументальна споруда в три дуже високих поверхи, завершуються високою крутою покрівлею з чотирма пінаклями по кутах. По центральній осі фасаду будівля увінчана вежею (114 м). 
Образний задум цієї будівлі - творче втілення старого типу міських торгових рядів, увінчаних монументальною вежею. Нижній поверх ратуші вирішено у вигляді арочної галереї - мотив, також висхідний до прославлених будівель середньовічних міських торгових рядів Іпра і Брюгге, але тут інший зміст; оскільки торгових приміщень в ратуші не було, аркада нижнього поверху виконувала в основному декоративно-представницькі функції. 
Фасад в достатку насичений скульптурними елементами. У простінках між вікнами, а також в проміжках між поверхами розташована величезна безліч статуй, які втрачають свою самостійність і сприймаються як своєрідний декор.
Сама вежа, більш масивна в перших ярусах, у верхній частині, в поєднанні з системою ярусних  контрфорсів , стає легкою і ажурною, і завершується високим наскрізним шатром, увінчаним фігурою архангела Михаїла. Кілька великовагова міць її прототипів - середньовічних готичних беффруа - поступилася тут місце стрімкому злету легких динамічних форм.
Усередині будівля ратуші була перебудована. Головна зала, за традицією розташована на другому поверсі, відрізнялась дуже великими розмірами, досягаючи 60 м в довжину. Займаючи майже повністю одну зі сторін головної площі Брюсселя Гран-Плас, ратуша знаходиться в оточенні гильдій і цехових будинків, вузькі дробові по розчленовуванням фасади яких підкреслюють її масштаб.
Перевершуючи висотою своєї вежі монументальні церковні споруди, ратуша грала вирішальну роль у формуванні центру Брюсселя не тільки в епоху Відродження, а й в наступні століття.

## Реставрація у 19 столітті

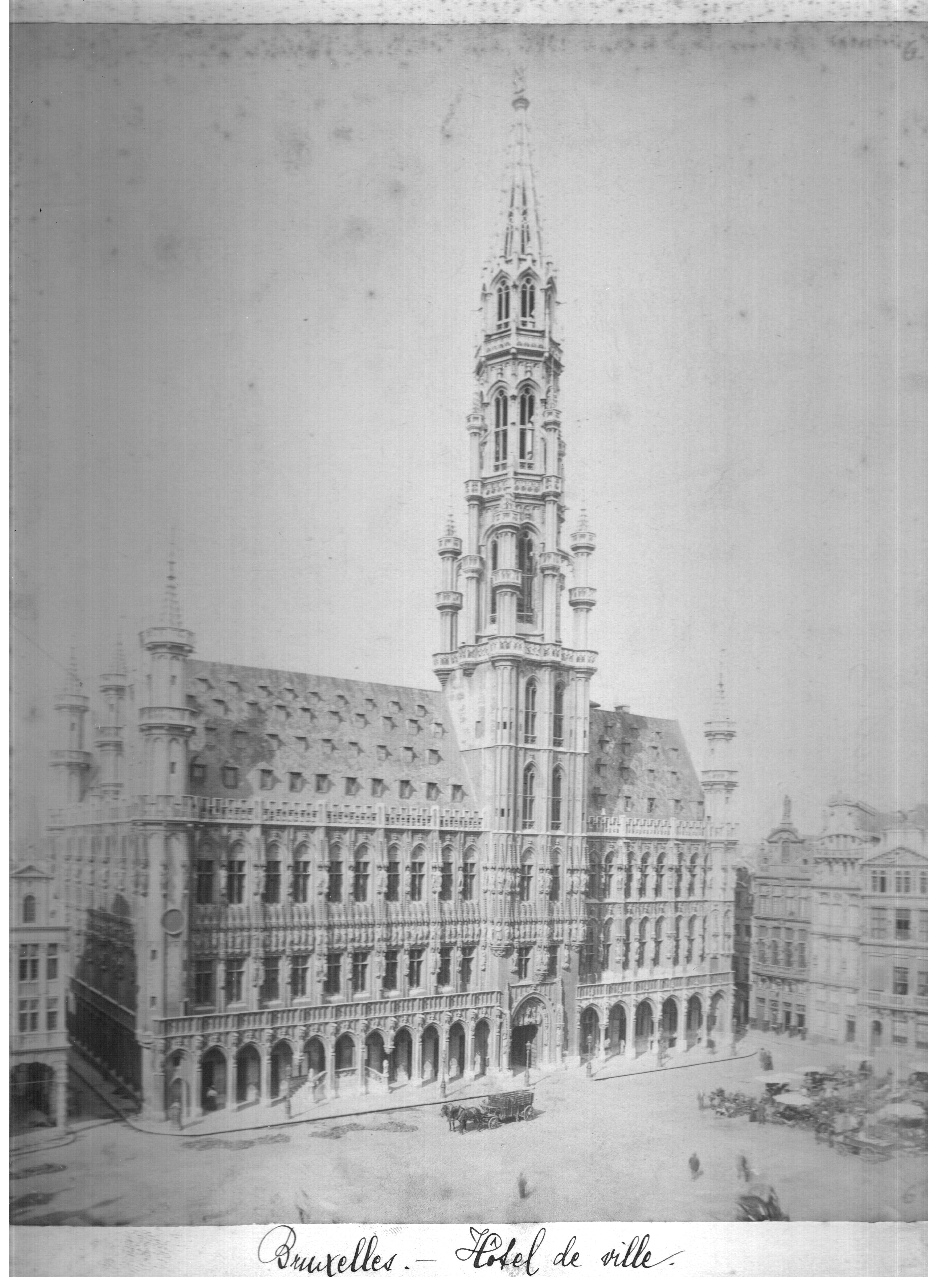
Брюссельська ратуша прибл. 1880

Ратуша проходила багато реставраційних кампаній протягом 19 століття, спочатку під керівництвом Тільмана-Франсуа Суйса, починаючи з 1840 р. Готичний інтер'єр був згодом переглянений Віктором Джамаром у 1868 р. У стилі його наставника Ежен Віолле-ле-Дюк. Саме в цей час було виготовлено більшість статуй ратуші. Внутрішні зали поповнилися  гобеленами, картинами та скульптурами, що значною мірою представляють важливі для місцевої та регіональної історії предмети.

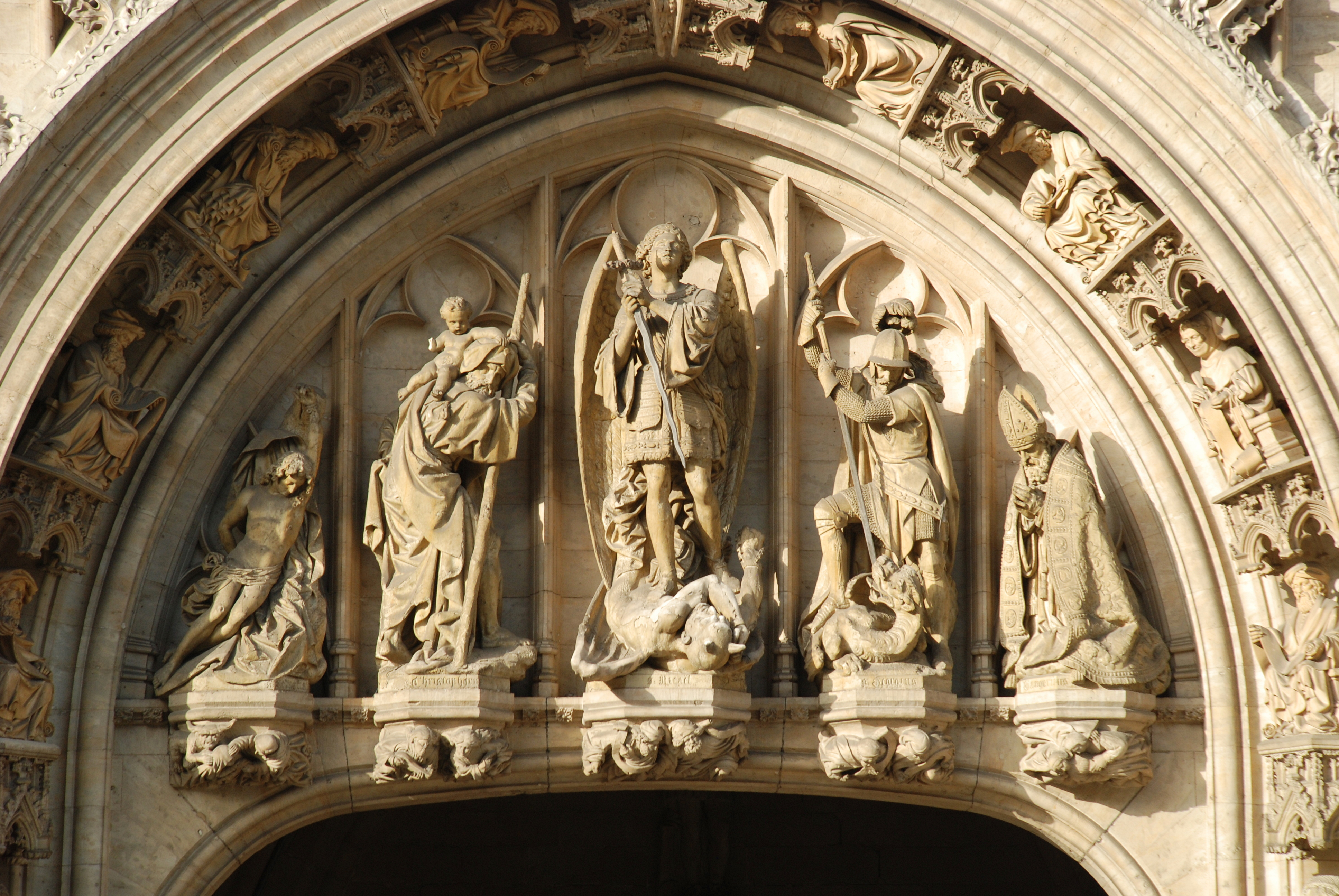
Тимпан  порталу
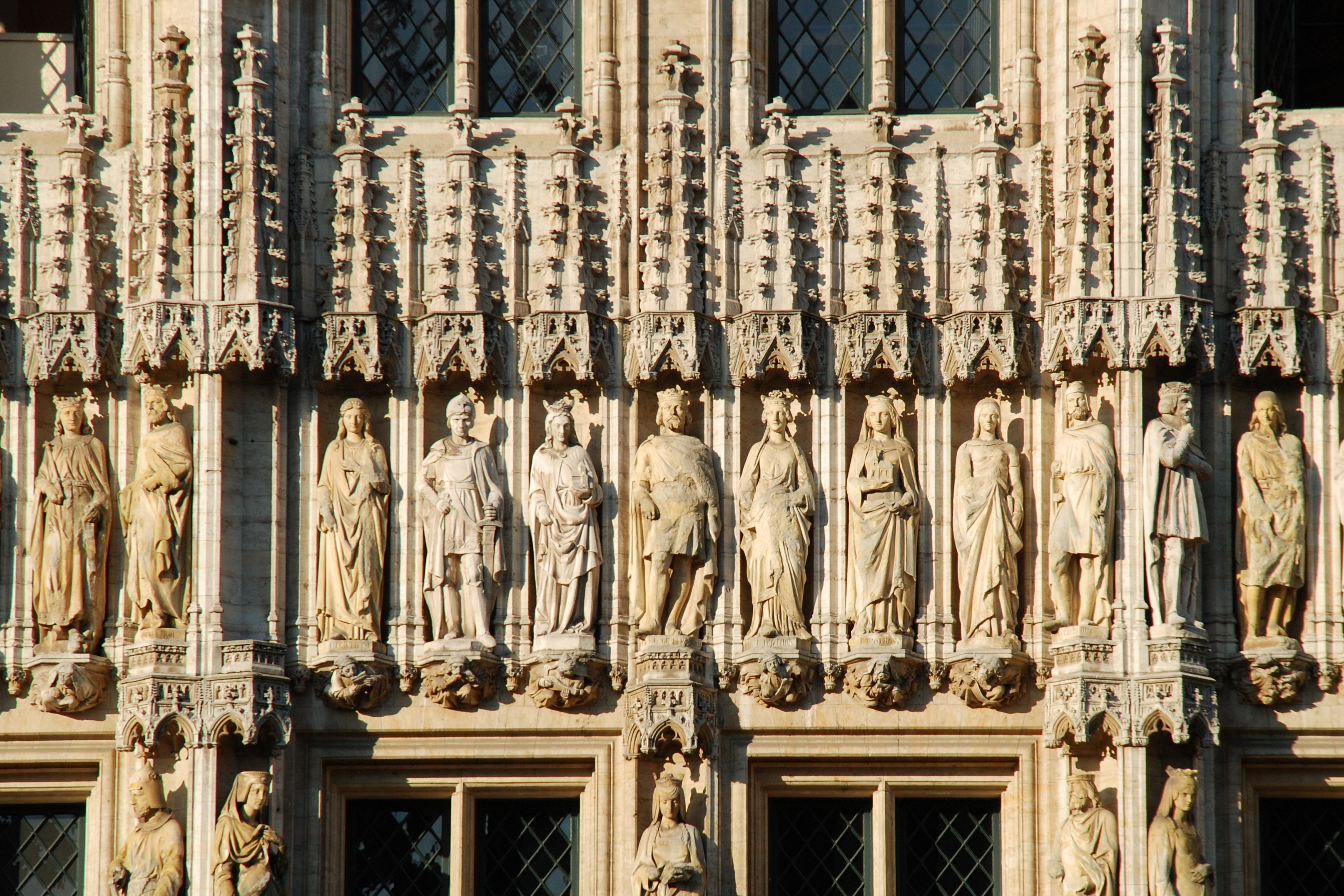
Статуї герцогів і герцогств Брабанта
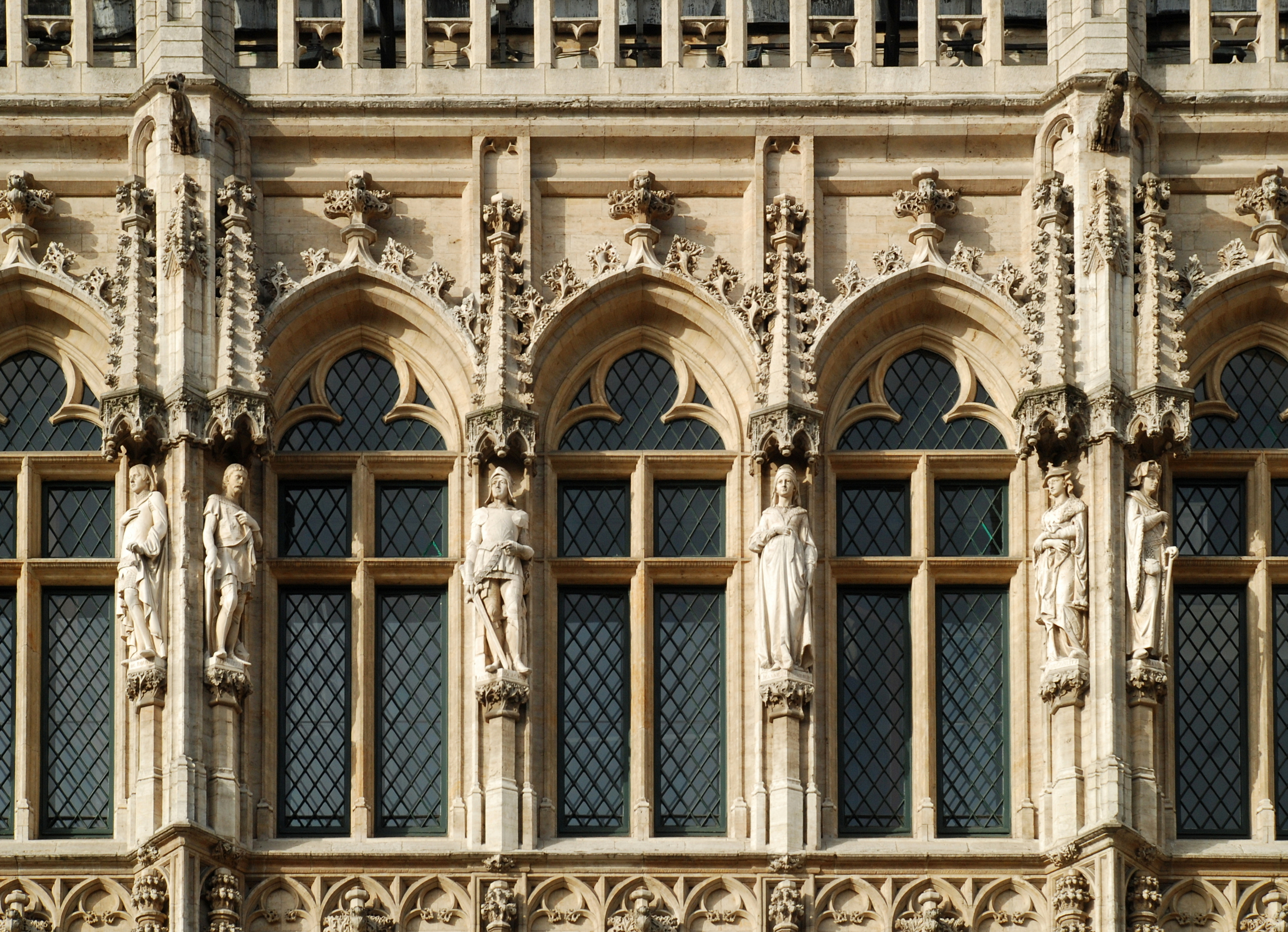
Вікна другого поверху правого крила
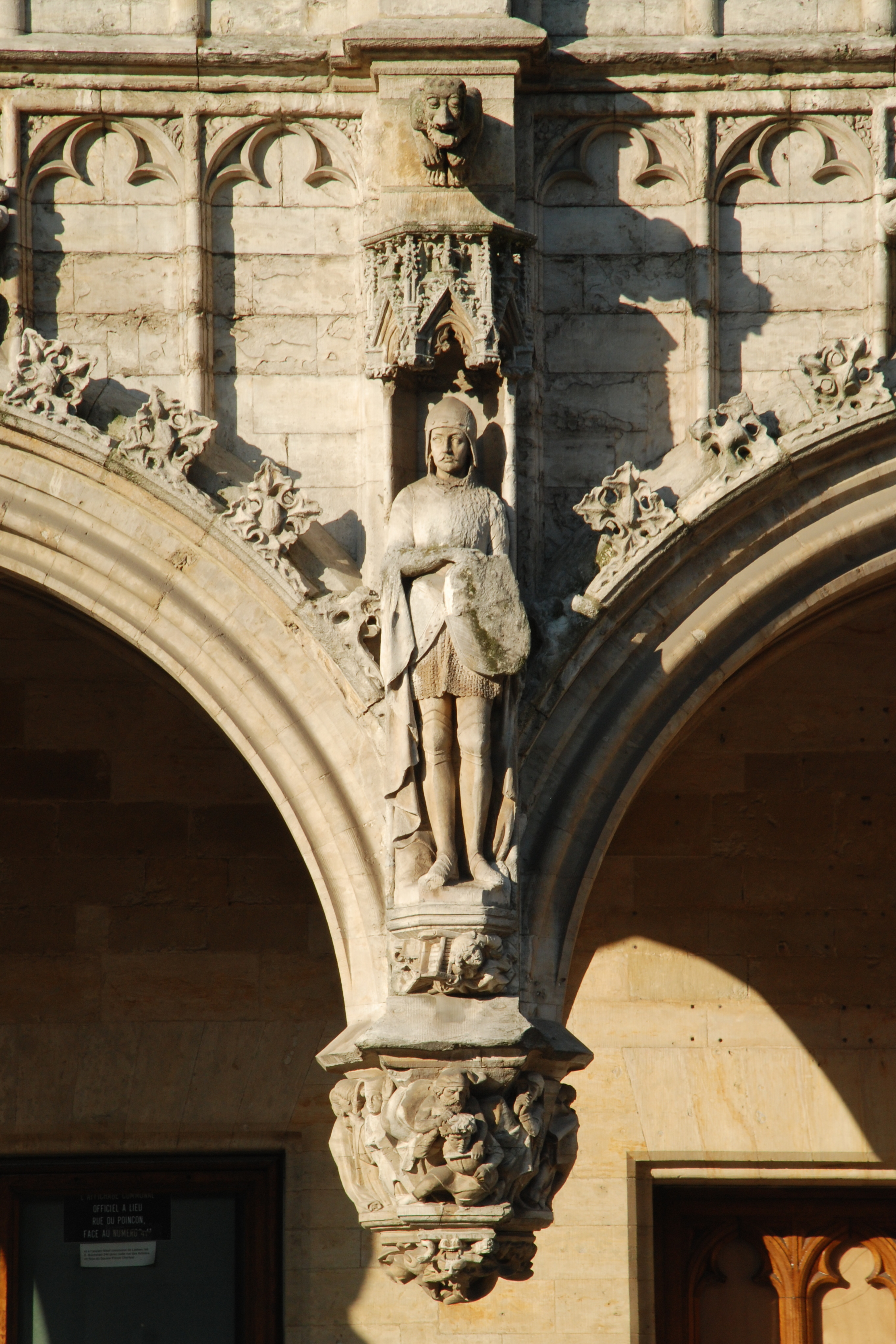
Лицар благородних будинків Брюсселя

## Виноски-джерела
1. ↑  Wiki Loves Monuments monuments database — 2017.
2. ↑  The Town Hall on the Grand'Place. Архів оригіналу за 17 липня 2006. Процитовано 23 грудня 2010.
3. ↑  Brabantion Gothic Gothic City hall. Архів оригіналу за 17 січня 2021. Процитовано 23 грудня 2010.
4. ↑  Ратуша в Брюсселі на www.weekendtour.ru. Архів оригіналу за 29 серпня 2010. Процитовано 23 грудня 2010.
5. ↑  La Grand-Place, Brussels. Архів оригіналу за 8 січня 2018. Процитовано 23 грудня 2010.